# I Saw Her Standing There
Az I Saw Her Standing There egy Beatles-kislemez, amelynek szerzői John Lennon és Paul McCartney voltak. A kislemez kizárólag az USA-ban jelent meg (az A oldalon az I Want To Hold Your Handdel), de a dal az Egyesült Királyságban a Please Please Me c. debütáló nagylemezen jelent meg, így a dal az Egyesült Államokban már nem volt ismeretlen, mivel a lemez ott is megjelent már.
A lemez a Please Please Me lemezen a lejátszási sorrend első száma volt.

## Történet
A dal eredetileg a Seventeen címet viselte volna. McCartney barátjának, Rory Stormnak a családi házában dolgozta ki a dal nagy részét. Nem sokkal később McCartney írt sorokat a dalhoz akkori barátnőjével, Celia Morimerrel közösen. A dal végül egy hónappal később készült el a Forthlin Road-otthonban.

## Felvételek
A dal első felvétele 1962 végén készült, ez a kislemez-változatnál lassúbb volt. A végleges felvétel 1963. február 11.-én készült az EMI stúdióban. A felvétel része volt annak a Maratoni felvételnek, mely a Please Please Me c. album 14 dalából 10-et rögzített. 
A dal az Új-Zélandi slágerlistán az 1. helyen végzett, Amerikában csak a 14. lett. A Billboard év végi összesítésében a dal a 95. helyezést érte el.

## Közreműködött
- Ének: Paul McCartney
- Háttérvokál: John Lennon

Hangszerek:
- John Lennon: ritmusgitár, taps
- Paul McCartney: basszusgitár, taps
- George Harrison: gitár, taps
- Ringo Starr: dob, taps

## Feldolgozások
- John Lennon és Elton John közös verziót adtak ki 1974 november 28.-án, a Madison Square Gardenban.

Szeretnék köszönetet mondani Eltonnak és a fiúknak, hogy ma este ott vannak. Megpróbáltunk egy olyan számot kitalálni, amellyel befejezhetem, hogy elmehessek innen és beteg legyek, és úgy gondoltuk, hogy meg fogunk tenni egy régi, elöregedett, régi vőlegényemet, akit Paulnak hívnak. Ezt soha nem énekeltem, ez egy régi Beatles-szám, és mi szinte ismerjük.
- Paul McCartney három nagylemezére is feldolgozta a számot.
- George Harrison, Ringo Starr, Bruce Springsteen, Billy Joel, Mick Jagger, Bob Dylan közösen adták elő a dalt a Beatles Rock and Roll Hall of Fame-beiktatásakor.
- Tiffany amerikai énekesnő 1988 márciusában feldolgozta a számot. A feldolgozás Japánban a mai napig népszerű.

## Slágerlistás helyezések

### Heti lista
| Slágerlisták (1964)           | Legjobb helyezés |
| ----------------------------- | ---------------- |
| Svédország Kvällstoppen Chart | 13               |
| US Billboard Hot 100          | 14               |
| US Cash Box Top 100           | 100              |
| Új-Zéland (Lever Hit Parade)  | 1                |

### Év végi összesítés
| Slágerlisták (1964)  | Helyezés |
| -------------------- | -------- |
| US Billboard Hot 100 | 95       |

## Fordítás
- Ez a szócikk részben vagy egészben  az   I Saw Her Standing There című angol Wikipédia-szócikk ezen változatának fordításán alapul.  Az eredeti cikk szerkesztőit annak laptörténete sorolja fel. Ez a jelzés csupán a megfogalmazás eredetét és a szerzői jogokat jelzi, nem szolgál a cikkben szereplő információk forrásmegjelöléseként.